# مالكوم كولن كاميرون
مالكوم كولن كاميرون هو سياسي كندي، ولد في 12 أبريل 1831، وتوفي في 26 سبتمبر 1898 في لندن في كندا. حزبياً، نشط في الحزب الليبرالي الكندي. وقد انتخب عضو مجلس العموم الكندي.